# Metapenaeus kutchensis
Metapenaeus kutchensis is een tienpotigensoort uit de familie van de Penaeidae. De wetenschappelijke naam van de soort is voor het eerst geldig gepubliceerd in 1963 door P.C. George, M.J. George & Rao.